# Melodifestivalen (2016)
A  2016-os Melodifestivalen egy hatrészes svéd zenei verseny volt, melynek keretén belül a nézők és a nemzetközi, szakmai zsűri kiválasztotta, hogy ki képviselje Svédországot a hazai rendezésű 2016-os Eurovíziós Dalfesztiválon, Stockholmban. A 2016-os Melodifestivalen volt az ötvenhatodik svéd nemzeti döntő.
Az élő műsorsorozatban huszonnyolc dal versenyezett az Eurovíziós Dalfesztiválra való kijutásért. A sorozat háromfordulós volt; hat élő adásból állt, a következők szerint: négy elődöntő, egy második esély forduló és a döntő. Elődöntőnként 7-7 előadó lépett fel. Az elődöntők első két helyezettjei a döntőbe, a harmadik és negyedik helyezettek a második esély fordulóba jutottak tovább. Az elődöntőkben és a második esély fordulóban csak a nézői SMS-ek, illetve telefonos szavazatok alapján kerültek ki a továbbjutók. A döntőben a nézők és a nemzetközi, szakmai zsűrik szavazatai alakították ki a végeredményt.
A műsor győztese Frans lett, aki az If I Were Sorry című dallal képviseli az országot az Eurovíziós Dalfesztiválon. Második helyen végzett Oscar Zia Human című dalával, míg a harmadik helyezett Ace Wilder Don’t Worry című dala lett.

## A helyszínek
| Forduló               | Dátum             | Város      | Helyszín             | Műsorvezető(k) | Műsorvezető(k)           |
| --------------------- | ----------------- | ---------- | -------------------- | -------------- | ------------------------ |
| Első elődöntő         | 2016. február 6.  | Göteborg   | Scandinavium         | Gina Dirawi    | Petra Mede               |
| Második elődöntő      | 2016. február 13. | Malmö      | Malmö Aréna          | Gina Dirawi    | —                        |
| Harmadik elődöntő     | 2016. február 20. | Norrköping | Himmelstalundshallen | Gina Dirawi    | Henrik Schyffert         |
| Negyedik elődöntő     | 2016. február 27. | Gävle      | Gavlerinken Aréna    | Gina Dirawi    | Sarah Dawn Finer         |
| Második esély forduló | 2016. március 5.  | Halmstad   | Halmstad Aréna       | Gina Dirawi    | Peter Jöback és Ola Salo |
| Döntő                 | 2016. március 12. | Stockholm  | Friends Aréna        | Gina Dirawi    | William Spetz            |

## A résztvevők
A 28 résztvevőt egy sajtótájékoztató keretében 2015. november 30-án ismertették.
| Előadó                        | Dal                    | Szerzők                                                                                         |
| ----------------------------- | ---------------------- | ----------------------------------------------------------------------------------------------- |
| Ace Wilder                    | Don’t Worry            | Joy Deb, Linnea Deb, Anton Hård af Segerstad, Ace Wilder                                        |
| After Dark                    | Kom ut som en stjärna  | Sven-Inge Sjöberg, Lennart Wastesson, Larry Forsberg, Lina Eriksson, Kent Olsson, Calle Kindbom |
| Albin & Mattias               | Rik                    | Albin Johnsén, Mattias Andréasson                                                               |
| Anna Book                     | Himmel för två         | Sven-Inge Sjöberg, Lennart Wastesson, Larry Forsberg, Camilla Läckberg                          |
| Boris René                    | Put Your Love on Me    | Boris René, Tobias Lundgren, Tim Larsson                                                        |
| David Lindgren                | We Are Your Tomorrow   | Anderz Wrethov, Sharon Vaughn, Gustav Efraimsson                                                |
| Dolly Style                   | Rollercoaster          | Thomas G:son, Peter Boström, Alexandra Salomonsson                                              |
| Eclipse                       | Runaways               | Erik Mårtensson                                                                                 |
| Frans                         | If I Were Sorry        | Oscar Fogelström, Michael Saxell, Fredrik Andersson, Frans Jeppsson Wall                        |
| Isa                           | I Will Wait            | Anton Hård af Segerstad, Joy Deb, Linnea Deb, Nikki Flores                                      |
| Krista Siegfrids              | Faller                 | Krista Siegfrids, Gabriel Alares, Magnus Wallin, Gustaf Svenungsson                             |
| Linda Bengtzing               | Killer Girl            | Mattias Kallenberger, Andreas Berlin, Linda Bengtzing, Dag Öhrlund                              |
| Lisa Ajax                     | My Heart Wants Me Dead | Linnea Deb, Joy Deb, Anton Hård af Segerstad                                                    |
| Martin Stenmarck              | Du tar mig tillbaks    | David Stenmarck                                                                                 |
| Mimi Werner                   | Ain’t No Good          | Mimi Werner, Göran Werner, Marcus Svedin, Jason Saenz                                           |
| Molly Pettersson Hammar       | Hunger                 | Joy Deb, Linnea Deb, Anton Hård af Segerstad, Molly Pettersson Hammar                           |
| Molly Sandén                  | Youniverse             | Molly Sandén, Danny Saucedo, John Alexis                                                        |
| Oscar Zia                     | Human                  | Oscar Zia, Victor Thell, Maria Smith                                                            |
| Panetoz                       | Håll om mig hårt       | Jimmy Jansson, Karl-Ola Kjellholm, Jakke Erixson, Pa Modou Badjie, Njol Badjie, Nebeyu Baheru   |
| Patrik, Tommy & Uno           | Håll mitt hjärta hårt  | Patrik Isaksson, Tommy Nilsson, Uno Svenningsson                                                |
| Pernilla Andersson            | Mitt guld              | Pernilla Andersson, Fredrik Rönnqvist                                                           |
| Robin Bengtsson               | Constellation Prize    | Bobby Ljunggren, Henrik Wikström, Mark Hole, Martin Eriksson                                    |
| Samir & Viktor                | Bada nakna             | Fredrik Kempe, David Kreuger, Anderz Wrethov                                                    |
| SaRaha                        | Kizunguzungu           | Anderz Wrethov, Sara ”SaRaha” Larsson, Arash Labaf                                              |
| Smilo                         | Weight of the World    | Arvid Ångström, Dennis Babic, Oscar Berglund Juhola, Anton Göransson, Robin Danielsson          |
| Swingfly feat. Helena Gutarra | You Carved Your Name   | Jocke Åhlund, Andreas Kleerup                                                                   |
| Victor och Natten             | 100%                   | Dag Lundberg, Melker, Jesper Lundh                                                              |
| Wiktoria                      | Save Me                | Jens Siverstedt, Lauren Dyson, Jonas Wallin                                                     |

## Élő műsorsorozat

### Első elődöntő

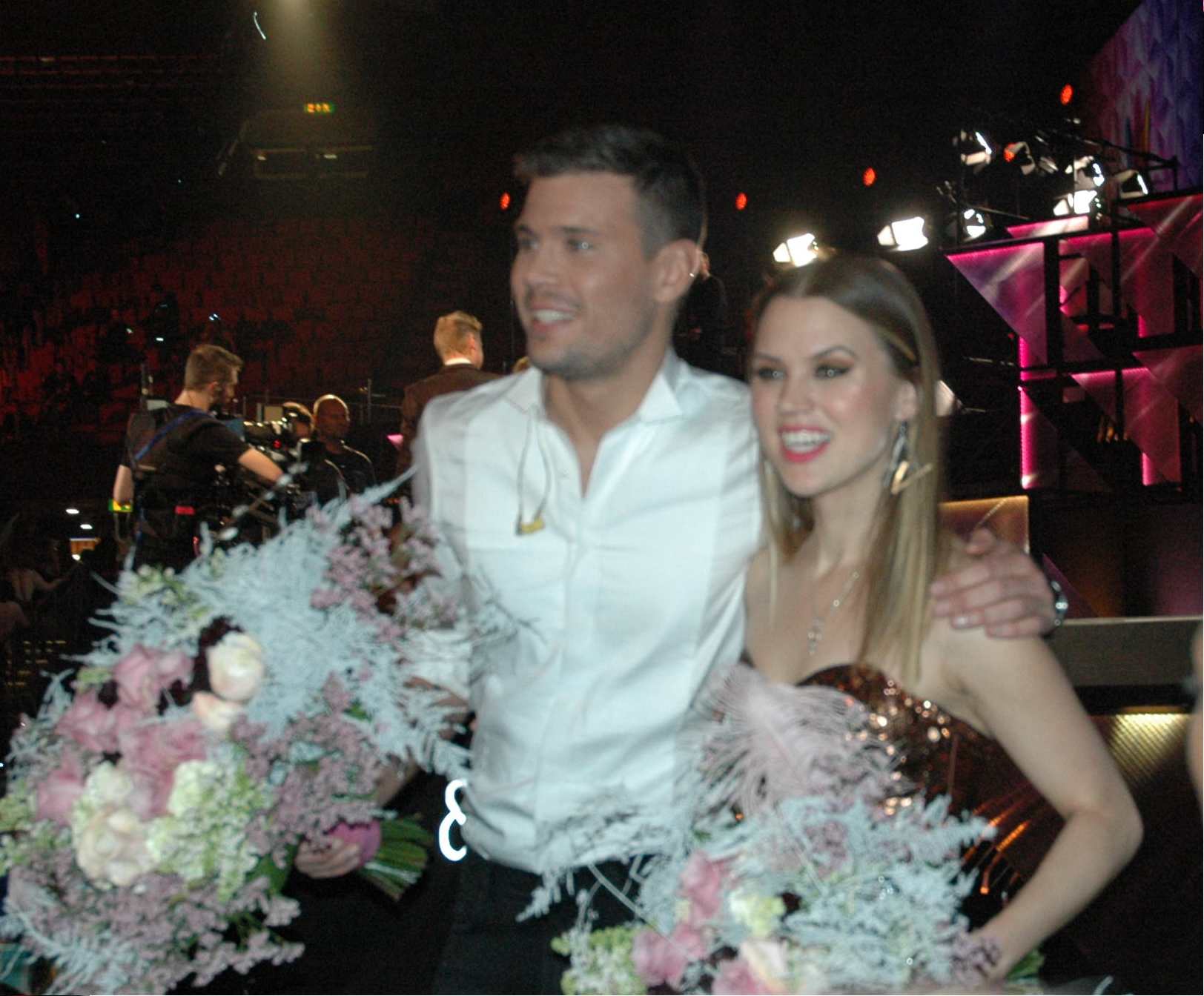
Az első elődöntő továbbjutói: Robin Bengtsson és Ace Wilder

Az első elődöntőt február 6-án rendezte meg az SVT hat előadó részvételével Göteborgban, a Scandinaviumban, Gina Dirawi és Petra Mede műsorvezetésével. A telefonos szavazás alapján az első és a második helyezett a döntőbe, a harmadik és a negyedik helyezett a második esély fordulóba jutott tovább.
- 2016. február 4-én jelentették be, hogy Anna Book Himmel för två című dalát kizárták, mivel a dal eredetije már 2014-ben részt vett a moldovai nemzeti döntőben, ahol Taking Care of a Broken Heart címmel, angol nyelven és Felicia Dunaf előadásában hangzott el. Anna Book a kizárás ellenére versenyen kívül előadta a dalt.

| #  | Előadó             | Dal                 | Szavazat | Szavazat | Szavazat | Helyezés | Eredmény     |
| #  | Előadó             | Dal                 | 1. kör   | 2. kör   | Összesen | Helyezés | Eredmény     |
| -- | ------------------ | ------------------- | -------- | -------- | -------- | -------- | ------------ |
| 01 | Samir & Viktor     | Bada nakna          | 752 944  | 77 908   | 830 852  | 3.       | Továbbjutott |
| 02 | Pernilla Andersson | Mitt guld           | 258 740  | —        | 258 740  | 6.       | Kiesett      |
| 03 | Mimi Werner        | Ain’t No Good       | 617 265  | 67 180   | 684 445  | 5.       | Kiesett      |
| 04 | Albin & Mattias    | Rik                 | 725 693  | 61 166   | 786 859  | 4.       | Továbbjutott |
| 05 | Anna Book          | Himmel för två      | —        | —        | —        | —        | Kizárva      |
| 06 | Robin Bengtsson    | Constellation Prize | 836 672  | 112 863  | 949 535  | 1.       | Továbbjutott |
| 07 | Ace Wilder         | Don’t Worry         | 772 879  | 99 797   | 872 676  | 2.       | Továbbjutott |

### Második elődöntő
A második elődöntőt február 13-án rendezte meg az SVT hét előadó részvételével Malmőben, a Malmö Arenában Gina Dirawi műsorvezetésével. A telefonos szavazás alapján az első és a második helyezett a döntőbe, a harmadik és a negyedik helyezett a második esély fordulóba jutott tovább.
- Gina Dirawi eredetileg Charlotte Perrellivel együtt vezette volna a második elődöntőt, de később bejelentették, hogy az énekesnő nem műsorvezetőként, hanem meghívott előadóként fog szerepelni az adásban.
- Krista Siegfrids korábban 2013-ban képviselte Finnországot az Eurovíziós Dalfesztiválon. Érdekesség, hogy a nemzetközi versenynek és a 2016-os Melodifestivalen második elődöntőjének egyaránt a malmői Malmö Arena adott otthont.

| #  | Előadó                  | Dal                   | Szavazat | Szavazat | Szavazat | Helyezés | Eredmény     |
| #  | Előadó                  | Dal                   | 1. kör   | 2. kör   | Összesen | Helyezés | Eredmény     |
| -- | ----------------------- | --------------------- | -------- | -------- | -------- | -------- | ------------ |
| 01 | David Lindgren          | We Are Your Tomorrow  | 807 520  | 64 752   | 872 272  | 2.       | Továbbjutott |
| 02 | Victor och Natten       | 100%                  | 427 891  | —        | 427 891  | 6.       | Kiesett      |
| 03 | Molly Pettersson Hammar | Hunger                | 657 452  | 46 011   | 703 463  | 4.       | Továbbjutott |
| 04 | Isa                     | I Will Wait           | 786 203  | 63 939   | 849 596  | 3.       | Továbbjutott |
| 05 | Krista Siegfrids        | Faller                | 452 301  | 36 341   | 486 642  | 5.       | Kiesett      |
| 06 | Patrik, Tommy & Uno     | Håll mitt hjärta hårt | 371 290  | —        | 371 290  | 7.       | Kiesett      |
| 07 | Wiktoria                | Save Me               | 832 355  | 91 648   | 924 003  | 1.       | Továbbjutott |

### Harmadik elődöntő
A harmadik elődöntőt február 20-án rendezte az SVT hét előadó részvételével Norrköpingben, a Himmelstalundshallenben Gina Dirawi és Henrik Schyffert műsorvezetésével. A telefonos szavazás alapján az első és a második helyezett a döntőbe, a harmadik és a negyedik helyezett a második esély fordulóba jutott tovább.
| #  | Előadó                        | Dal                    | Szavazat | Szavazat | Szavazat | Helyezés | Eredmény     |
| #  | Előadó                        | Dal                    | 1. kör   | 2. kör   | Összesen | Helyezés | Eredmény     |
| -- | ----------------------------- | ---------------------- | -------- | -------- | -------- | -------- | ------------ |
| 01 | SaRaha                        | Kizunguzungu           | 506 273  | 66 361   | 572 634  | 4.       | Továbbjutott |
| 02 | Swingfly feat. Helena Gutarra | You Carved Your Name   | 411 040  | —        | 411 040  | 6.       | Kiesett      |
| 03 | Smilo                         | Weight of the World    | 524 216  | 37 007   | 561 223  | 5.       | Kiesett      |
| 04 | After Dark                    | Kom ut som en stjärna  | 355 959  | —        | 355 959  | 7.       | Kiesett      |
| 05 | Lisa Ajax                     | My Heart Wants Me Dead | 880 118  | 68 760   | 948 878  | 1.       | Továbbjutott |
| 06 | Boris René                    | Put Your Love on Me    | 598 521  | 57 891   | 656 412  | 3.       | Továbbjutott |
| 07 | Oscar Zia                     | Human                  | 791 989  | 78 463   | 870 452  | 2.       | Továbbjutott |

### Negyedik elődöntő
A negyedik elődöntőt február 27-én rendezte meg az SVT hét előadó részvételével Gävlében, a Gavlerinken Arénában Gina Dirawi és Sarah Dawn Finer műsorvezetésével. A telefonos szavazás alapján az első és a második helyezett a döntőbe, a harmadik és a negyedik helyezett a második esély fordulóba jutott tovább.
| #  | Előadó           | Dal                 | Szavazat | Szavazat | Szavazat  | Helyezés | Eredmény     |
| #  | Előadó           | Dal                 | 1. kör   | 2. kör   | Összesen  | Helyezés | Eredmény     |
| -- | ---------------- | ------------------- | -------- | -------- | --------- | -------- | ------------ |
| 01 | Eclipse          | Runaways            | 462 162  | 54 294   | 516 456   | 5.       | Kiesett      |
| 02 | Dolly Style      | Rollercoaster       | 563 559  | 33 537   | 597 096   | 4.       | Továbbjutott |
| 03 | Martin Stenmarck | Du tar mig tillbaks | 345 313  | —        | 345 313   | 6.       | Kiesett      |
| 04 | Linda Bengtzing  | Killer Girl         | 330 615  | —        | 330 615   | 7.       | Kiesett      |
| 05 | Frans            | If I Were Sorry     | 870 725  | 147 443  | 1 018 168 | 1.       | Továbbjutott |
| 06 | Panetoz          | Håll om mig hårt    | 766 466  | 67 694   | 834 160   | 3.       | Továbbjutott |
| 07 | Molly Sandén     | Youniverse          | 852 284  | 85 091   | 937 375   | 2.       | Továbbjutott |

### Második esély forduló
A második esély fordulót március 5-én rendezte az SVT nyolc előadó részvételével Halmstadban, a Halmstad Arénában Gina Dirawi, Peter Jöback és Ola Salo műsorvezetésével. A telefonos szavazás alapján az egyes párbajok győztesei, összesen tehát négyen jutottak tovább a döntőbe. Újítás volt, hogy az adás végén jelentették be a döntő fellépési sorrendjét.
| Párbaj | Előadó                  | Dal                 | Szavazat | Eredmény     |
| ------ | ----------------------- | ------------------- | -------- | ------------ |
| 1      | Panetoz                 | Håll om mig hårt    | 965 823  | Továbbjutott |
| 1      | Molly Pettersson Hammar | Hunger              | 503 953  | Kiesett      |
| 2      | Albin & Mattias         | Rik                 | 735 852  | Kiesett      |
| 2      | Boris René              | Put Your Love on Me | 836 686  | Továbbjutott |
| 3      | Isa                     | I Will Wait         | 763 862  | Kiesett      |
| 3      | SaRaha                  | Kizunguzungu        | 775 093  | Továbbjutott |
| 4      | Dolly Style             | Rollercoaster       | 571 216  | Kiesett      |
| 4      | Samir & Viktor          | Bada nakna          | 907 432  | Továbbjutott |

### Döntő
A döntőt március 12-én rendezte az SVT tizenkét előadó részvételével Stockholmban, a Friends Arénában Gina Dirawi és William Spetz műsorvezetésével. A végeredményt a nézők és a nemzetközi, szakmai zsűrik szavazatai alakították ki. Első körben a zsűrik szavaztak az alábbi módon: az első helyezett 12 pontot kapott, a második 10-et, a harmadik 8-at, a negyedik 6-ot, az ötödik 4-et, a hatodik 2-t, a hetedik pedig 1 pontot. Ehhez adódtak hozzá a közönségszavazás pontjai százalékos arányban és így alakult ki a végső sorrend.
Meghívott előadóként lépett fel a 2015-ös Eurovíziós Dalfesztivál győztese, Måns Zelmerlöw; aki győztes dalát, a Heroes-t adta elő.
| #  | Előadó          | Dal                    | Szavazás       | Szavazás       | Szavazás | Helyezés |
| #  | Előadó          | Dal                    | Zsűri pontszám | Nézői pontszám | Összesen | Helyezés |
| -- | --------------- | ---------------------- | -------------- | -------------- | -------- | -------- |
| 01 | Panetoz         | Håll om mig hårt       | 14             | 39             | 53       | 8.       |
| 02 | Lisa Ajax       | My Heart Wants Me Dead | 23             | 33             | 56       | 7.       |
| 03 | David Lindgren  | We Are Your Tomorrow   | 11             | 28             | 39       | 11.      |
| 04 | SaRaha          | Kizunguzungu           | 11             | 36             | 47       | 9.       |
| 05 | Oscar Zia       | Human                  | 89             | 43             | 132      | 2.       |
| 06 | Ace Wilder      | Don’t Worry            | 83             | 35             | 118      | 3.       |
| 07 | Robin Bengtsson | Constellation Prize    | 40             | 43             | 83       | 5.       |
| 08 | Molly Sandén    | Youniverse             | 39             | 37             | 76       | 6.       |
| 09 | Boris René      | Put Your Love on Me    | 6              | 35             | 41       | 10.      |
| 10 | Frans           | If I Were Sorry        | 88             | 68             | 156      | 1.       |
| 11 | Wiktoria        | Save Me                | 69             | 45             | 114      | 4.       |
| 12 | Samir & Viktor  | Bada nakna             | 0              | 31             | 31       | 12.      |

#### Ponttáblázat
| Dal (Előadó)                          | Zsűri               | Zsűri  | Zsűri            | Zsűri     | Zsűri      | Zsűri  | Zsűri       | Zsűri     | Zsűri         | Zsűri    | Zsűri      | Zsűri | Nézők     | Nézők  | Nézők | Σ   |
| Dal (Előadó)                          | Bosznia-Hercegovina | Ciprus | Fehéroroszország | Hollandia | Észtország | Izrael | Olaszország | Szlovénia | Franciaország | Norvégia | Ausztrália | Össz. | Szavazat  | %      | Össz. | Σ   |
| ------------------------------------- | ------------------- | ------ | ---------------- | --------- | ---------- | ------ | ----------- | --------- | ------------- | -------- | ---------- | ----- | --------- | ------ | ----- | --- |
| Håll om mig hårt (Panetoz)            |                     | 6      |                  |           |            |        |             | 2         | 4             | 2        |            | 14    | 1 033 326 | 8,25%  | 39    | 53  |
| My Heart Wants Me Dead (Lisa Ajax)    |                     |        | 6                |           | 2          |        | 6           | 1         | 6             |          | 2          | 23    | 876 209   | 6,98%  | 33    | 56  |
| We Are Your Tomorrow (David Lindgren) | 1                   |        | 4                |           |            | 2      |             | 4         |               |          |            | 11    | 739 125   | 5,92%  | 28    | 39  |
| Kizunguzungu (SaRaha)                 |                     |        |                  |           | 4          | 6      |             |           |               |          | 1          | 11    | 971 097   | 7,61%  | 36    | 47  |
| Human (Oscar Zia)                     | 10                  | 10     | 12               | 1         | 6          | 10     | 8           | 10        | 2             | 10       | 10         | 89    | 1 150 943 | 9,09%  | 43    | 132 |
| Don’t Worry (Ace Wilder)              | 8                   | 2      | 8                | 12        | 8          | 4      | 12          | 12        | 1             | 4        | 12         | 83    | 933 756   | 7,40%  | 35    | 118 |
| Constellation Prize (Robin Bengtsson) | 4                   | 8      |                  | 8         | 1          |        | 4           |           | 10            | 1        | 4          | 40    | 1 142 783 | 9,09%  | 43    | 83  |
| Youniverse (Molly Sandén)             | 6                   | 4      | 2                | 2         | 10         |        | 1           |           |               | 8        | 6          | 39    | 988 640   | 7,82%  | 37    | 76  |
| Put Your Love on Me (Boris René)      |                     |        | 1                | 4         |            | 1      |             |           |               |          |            | 6     | 931 166   | 7,40%  | 35    | 41  |
| If I Were Sorry (Frans)               | 12                  | 12     |                  | 10        | 12         | 8      | 10          | 6         | 12            | 6        |            | 88    | 1 815 697 | 14,38% | 68    | 156 |
| Save Me (Wiktoria)                    | 2                   | 1      | 10               | 6         |            | 12     | 2           | 8         | 8             | 12       | 8          | 69    | 1 206 130 | 9,51%  | 45    | 114 |
| Bada nakna (Samir & Viktor)           |                     |        |                  |           |            |        |             |           |               |          |            | 0     | 845 605   | 6,55%  | 31    | 31  |

A sorok a fellépés sorrendjében vannak rendezve. A zászlós oszlopokban az adott zsűritől kapott pontszám található meg a kiosztás sorrendjében.
Pontbejelentők
1. Bosznia-Hercegovina – Dejan Kukrić
2. Ciprus – Klítosz Klítu
3. Fehéroroszország – Olha Szalamaha
4. Hollandia – Daniël Dekker
5. Észtország – Mart Normet
6. Izrael – Táli Eskolí
7. Olaszország – Nicola Caligiore
8. Szlovénia – Maja Keuc
9. Franciaország – Bruno Berberes
10. Norvégia – Stig Karlsen
11. Ausztrália – Stephanie Werrett